# Tīlkarī
Tīlkarī (persiska: تلكری, تیل کری, Telkarī) är en ort i Iran.   Den ligger i provinsen Östazarbaijan, i den nordvästra delen av landet, 600 km nordväst om huvudstaden Teheran. Tīlkarī ligger 768 meter över havet och antalet invånare är 132.
Terrängen runt Tīlkarī är kuperad söderut, men norrut är den bergig. Tīlkarī ligger nere i en dal. Runt Tīlkarī är det ganska glesbefolkat, med 27 invånare per kvadratkilometer. Närmaste större samhälle är Nowjmehr, 6,4 km nordväst om Tīlkarī. Trakten runt Tīlkarī består i huvudsak av gräsmarker.